# Punta Kanon
La Punta Kanon (en papiamento: Punt Kanon, también llamada Oostpunt) es un promontorio en el extremo sureste de la isla caribeña de Curazao,  en las Antillas Menores. Se encuentra cerca del Parque Marino de Curazao e inmediatamente al este de una pequeña laguna, y al norte de la costa de Venezuela. Además un faro se encuentra en la punta.